# Кит, Олег Иванович
Олег Иванович Кит (род. 31 августа 1970 года, Багаевский район, Ростовская область, РСФСР, СССР) — российский врач-хирург, онколог, академик РАН (2022), генеральный директор Национального медицинского исследовательского центра онкологии с 2010 года.

## Биография
Родился 31 августа 1970 года в Багаевском районе Ростовской области.
В 1993 году окончил лечебный факультет Ростовского государственного медицинского института.
Затем учился в клинической интернатуре по общей хирургии и работал врачом-хирургом в ЦРБ Октябрьского района Ростовской области.
С 1995 года по настоящее время работает в Национальном медицинском исследовательском центре онкологии Архивная копия от 6 февраля 2020 на Wayback Machine, где прошёл путь от ординатора до профессора и заместителя директора по науке (с 2005 года), а с 2010 года — директор института.
В 2002 году защитил кандидатскую диссертацию, тема: «Антирефлюксный эзофагоеюноанастомоз в хирургии рака желудка».
В 2004 году защитил докторскую диссертацию, тема: «Современные подходы к паллиативному лечению распространённого рака желудка».
C 2014 года — профессор кафедры хирургических болезней, а с 2015 года — заведующий кафедрой онкологии Ростовского государственного медицинского университета.
В 2016 году избран членом-корреспондентом РАН.
В 2022 году избран академиком РАН.

## Научная деятельность
Специалист в области торакоабдоминальной онкохирургии.
Создатель научной школы онкохирургии на юге России.
Главный внештатный специалист-онколог Министерства здравоохранения Российской Федерации в Южном федеральном округе.
Автор более 1750 научных работ, 205 патентов, 16 монографий и 10 учебно-методических пособий.
Под руководством Олега Кита защищены 14 докторских и 21 кандидатская диссертация.
Член редакционных советов «Российского онкологического журнала», журнала «Онкология и хирургия», «Онкология. Журнал им. П. А. Герцена», «Креативная хирургия и онкология», «Вопросы гематологии-онкологии и иммунопатологии в педиатрии», «Поволжский Онкологический вестник», «Евразийский онкологический журнал». Главный редактор издания Национального медицинского исследовательского центра онкологии «Южно-Российский онкологический журнал».

## Награды
- Медаль ордена «За заслуги перед Отечеством» II степени (2016)[3]
- Заслуженный деятель науки Российской Федерации (18 сентября 2023 года) — за заслуги в научной деятельности и многолетнюю добросовестную работу[4]
- Премия Правительства Российской Федерации в области науки и техники (в составе группы, за 2016 год) — за разработку и внедрение междисциплинарной стратегии в лечении колоректального рака[5]
- Заслуженный врач Российской Федерации (2010)[6]
- Медаль «За заслуги перед отечественным здравоохранением»
- Медаль имени Н. Н. Трапезникова «За вклад в развитие онкологической службы»
- Почётная грамота Российской академии наук.
- Почётный гражданин г. Ростова-на-Дону (2024 г.).